# Circuito Internacional Moulay El Hassan
O Circuito Internacional Moulay El Hassan ou Circuito de Marraquexe é um circuito semi-permanente localizado em Marraquexe, no Marrocos. Aberto em 2009, seu traçado atual possui 2,9 km de extensão e 15 curvas.

## História

### Circuito original (2009-2015)
A pista foi construída em 2009, projetada pela D3 Motorsport Development. Possuía 4,5 km de extensão e 15 curvas, tendo um traçado bem simples, com grandes retas, chicanes separando-as, além de uma grande curva e um estreito gancho nas pontas do circuito.
Com esse traçado, recebeu eventos da WTCR entre 2009 e 2015, com exceção em 2011 por problemas financeiros da organização da pista, da Auto GP por 3 anos, e em 2010 foi palco de uma prova da Fórmula Dois da FIA. Entretanto, por sua alta velocidade, acabava por acontecer diversos acidentes nas corridas.
Para 2016, visando aumentar a segurança e garantir um espetáculo ao público, o circuito foi completamente reformado e transformado numa instalação semipermanente para receber uma licença Grau 2 da FIA, assim tendo condições de suportar eventos de grande porte.

Mapa do traçado original

### Circuito Semipermanente (2016-presente)
Com as obras finalizadas em 2016, tendo como arquiteto o alemão Hermann Tilke, o circuito foi reduzido em mais de 1 km e reduzido em uma curva, tornando-se mais sinuoso e lento, recebendo críticas dos pilotos.
Em seu mesmo ano de reabertura, foi anunciado que o circuito receberia também a recém-criada Fórmula E, tornando-se o primeiro autódromo africano da categoria. O circuito continuou recebendo a WTCR até 2019.
Nesse mesmo ano, a Fórmula 1 queria retornar à África para sediar um Grande Prêmio, o que não acontecia desde 1993. Marraquexe e Kyalami se interessaram pela proposta, entretanto, as conversas não avançaram.

Circuito pós-reformas

## Vencedores

### Fórmula E
| Ano                  | Piloto                 | Equipe          | Resumo |
| -------------------- | ---------------------- | --------------- | ------ |
| 2021-22              | Lucas di Grassi        | Venturi Racing  | Resumo |
| Não houve em 2020-21 |                        |                 |        |
| 2019-20              | António Félix da Costa | Techeetah       | Resumo |
| 2018-19              | Jerome D'Ambrosio      | Mahindra Racing | Resumo |
| 2017-18              | Felix Rosenqvist       | Mahindra Racing | Resumo |
| 2016-17              | Sébastien Buemi        | Renault e.dams  | Resumo |

### WTCR
| Ano  | Corrida | Piloto            | Construtora |
| ---- | ------- | ----------------- | ----------- |
| 2019 | R1      | Esteban Guerrieri | Honda       |
| 2019 | R2      | Gabriele Tarquini | Hyundai     |
| 2019 | R3      | Thed Björk        | Lynk & Co   |
| 2018 | R1      | Gabriele Tarquini | Hyundai     |
| 2018 | R2      | Jean Karl Vernay  | Audi        |
| 2018 | R3      | Gabriele Tarquini | Hyundai     |

### WTCC
| Ano               | Corrida | Piloto            | Construtora |
| ----------------- | ------- | ----------------- | ----------- |
| 2017              | R1      | Esteban Guerrieri | Chevrolet   |
| 2017              | R2      | Tiago Monteiro    | Honda       |
| 2016              | R1      | Tom Coronel       | Chevrolet   |
| 2016              | R2      | José María López  | Citroën     |
| 2015              | R1      | José María López  | Citroën     |
| 2015              | R2      | Yvan Muller       | Citroën     |
| 2014              | R1      | José María López  | Citroën     |
| 2014              | R2      | Sébastien Loeb    | Citroën     |
| 2013              | R1      | Michel Nykjær     | Chevrolet   |
| 2013              | R2      | Pepe Oriola       | SEAT        |
| 2012              | R1      | Alain Menu        | Chevrolet   |
| 2012              | R2      | Yvan Muller       | Chevrolet   |
| Não houve em 2011 |         |                   |             |
| 2010              | R1      | Gabriele Tarquini | SEAT        |
| 2010              | R2      | Andy Priaulx      | BMW         |
| 2009              | R1      | Robert Huff       | Chevrolet   |
| 2009              | R2      | Nicola Larini     | Chevrolet   |

### Auto GP
| Ano  | Corrida | Piloto              | Equipe                   |
| ---- | ------- | ------------------- | ------------------------ |
| 2014 | R1      | Kimiya Sato         | Euronova Racing          |
| 2014 | R2      | Markus Pommer       | Super Nova International |
| 2013 | R1      | Sergio Campana      | Ibiza Racing Team        |
| 2013 | R2      | Luciano Bacheta     | Zele Racing              |
| 2012 | R1      | Sergio Campana      | Team MLR71               |
| 2012 | R2      | Chris van der Drift | Manor MP Motorsport      |

### Ligações Externas
Site oficial